# داكواكا

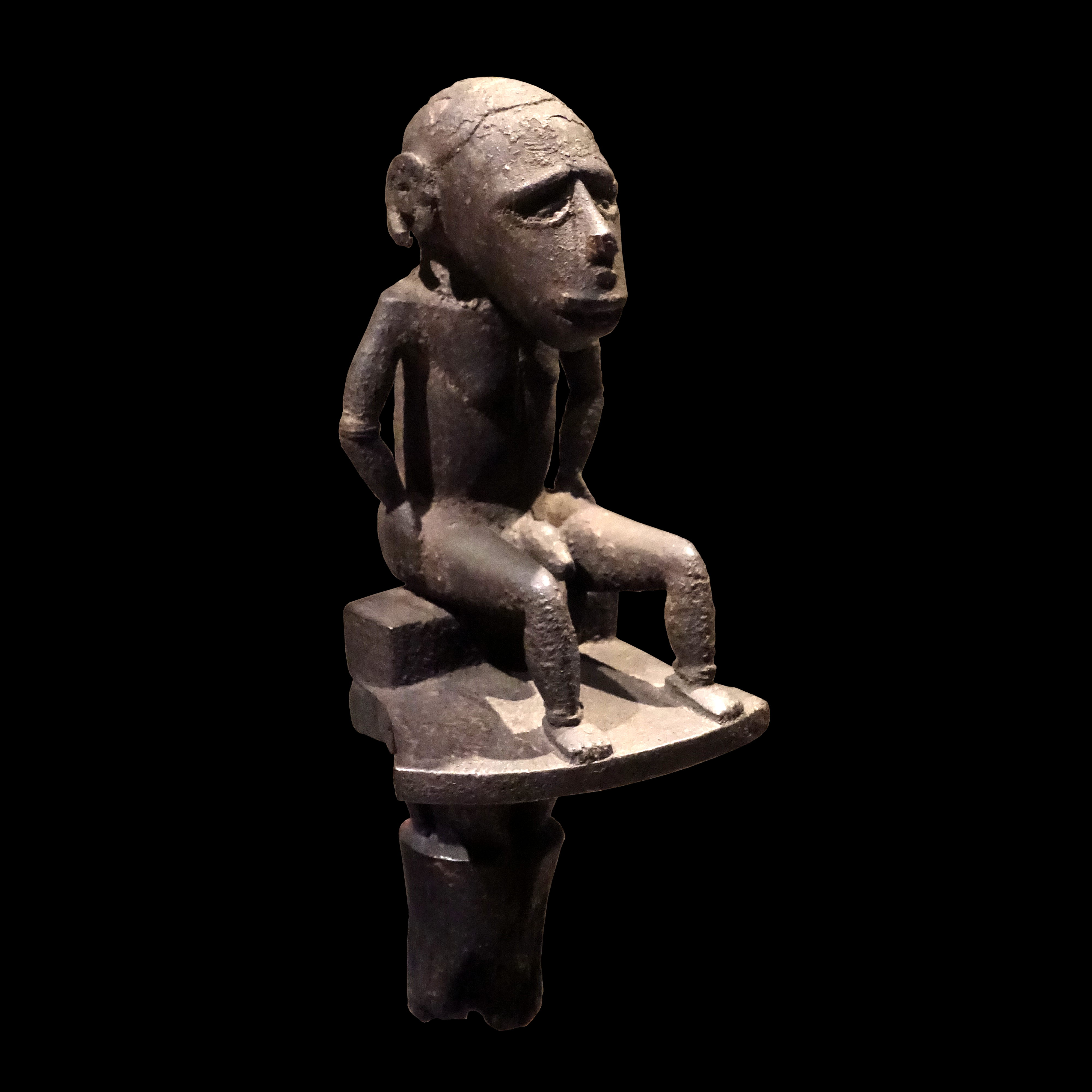
نحت داكواكا

داكواكا (بالإنجليزية: Dakuwaqa)‏ في الأساطير الفيجية، داكواكا هو إله سمك القرش. كان يحظى باحترام كبير من قبل الصيادين؛ لأنه كان يحميهم من أي خطر في البحر، وأحيانًا يحميهم من سكان البحر الأشرار. ذهب ذات مرة إلى الداخل لغزو جزيرة كادافو عبر النهر عندما تحدته إلهة أخرى في شكل أخطبوط. بعد معركة كبيرة، فاز الأخطبوط بسحب أسنانه وذراعيها الثمانية، مما مكنها من صد هجوم داكواكا الهائل، مما اضطر داكواكا إلى الوعد بعدم مهاجمة كادافو مرة أخرى. هكذا أصبح داكوا إله وحاكم كادافو. يمكن لـ داكواكا أيضًا تغيير شكله إلى أي شيء، لكن شكله الحقيقي هو شكل رجل فيجي عضلي مع الجذع العلوي من سمكة قرش. 